# Mytho (bande dessinée)
Pour les articles homonymes, voir Mytho.
Mytho  est une série de bande dessinée créée par la scénariste Rutile (autrice) et la dessinatrice Zimra, et éditée chez Glénat dans la collection Tchô! l'aventure.
Prépubliée dans le magazine Tchô! depuis octobre 2011, l'histoire est celle de jeunes enfants qui découvrent qu'ils sont la réincarnation de dieux maléfiques, et qu'ils ont pour mission de déclencher l'apocalypse. Le premier tome intitulé Connais toi toi-même est sorti le 3 octobre 2012.

## Synopsis
Dans le monde de Mytho, les dieux de toutes origines dirigent la vie des humains au sein d'une sorte de mégalopole dont chaque quartier correspond à une culture, et à un panthéon (groupe de dieux et déesses). Ce monde est censé être le paradis sur terre après une tentative avortée de destruction de l'univers par Loki, dieu du chaos. Le héros, Luka Asling, est un jeune garçon de 12 ans des quartiers riches au comportement rebelle qui rejette ce monde et son organisation.
L'histoire commence lorsqu'un inconnu sonne à la porte de Luka pour lui révéler qu'il est en fait la réincarnation de Loki. Le jeune garçon devra dès lors chercher ses anciens compagnons, eux aussi réincarnés dans la peau d'enfants normaux. Ensemble, ils tâcheront de provoquer à nouveau le Ragnarok, la fin des temps.
Dès le lendemain, Luka commence sa quête mais tout ne se passe pas comme prévu : il fait la rencontre du frétillant Quetzalcóatl qui le harcèle pour se faire accepter dans son groupe. Il fait ensuite la rencontre de Chami, une jeune fille vivant dans la banlieue hindoue défavorisée qui est en fait Kâlî, la déesse destructrice à la peau bleue. Leur quête ne fait que commencer…

## Personnages
Luka Asling/Loki : le protagoniste principal. Jeune garçon rebelle des quartiers riches nordiques depuis sa réincarnation, il est le dieu de la fourberie. Il se pose des questions existentielles sur le monde actuel. Le soir de son éveil, l'arrivée d'Anubis signifie pour lui la poursuite de ce qu'il avait commencé avec les autres félons divins, il y a des siècles : l'accomplissement du Ragnarök. Sous sa forme divine, ses cheveux sont roux et en pétard, ses yeux sont couleur de feu, et il a les dents en crocs. Il possède des pouvoirs pyrokinétiques, mais souffre d'un malus qui le force à reprendre forme humaine s'il s'en sert en étant à sec; s'il fait ça, il vomit. 
Chami/Kali : originaire de la banlieue hindoue, elle est la déesse de la mort. Sa famille est nombreuse, et sa mère attend un énième bébé. Elle s'occupe des tâches ménagères avec son père et ses frères et sœurs; elle passe son temps libre à peindre des tableaux. Au départ, elle a attaqué Luka, croyant qu'il était envoyé par les services secrets, mais a finalement réalisé qu'il était Loki en réalité. Sous sa forme divine, elle a quatre bras, sa peau est bleue, elle porte une étoffe rouge écarlate, et peut manier des sabres. Son pouvoir principal lui permet de provoquer des séismes; mais comme elle est à sec, l'usage de ce pouvoir la fait souffrir de maux de tête horribles.  
Martial/Arès : garçon timide venant des quartiers grecs, il est le dieu de la guerre. Il visite une psychologue qui n'est autre qu'Athéna, lui faisant part de ses mauvais côtés. Il se fait tout le temps embêter par ses camarades quand son prof ne lui tape pas sur les doigts. Malgré son côté craintif, l'arrivée de Luka et Chami lui a permis de reprendre son courage légendaire. Sous sa forme divine, il est grand et musclé, sa force se décuple encore plus sous le coup de la colère, et il porte une armure de guerrier. Ses pouvoirs lui permettent d'invoquer des armes; mais avant qu'il ne gagne des fidèles auprès des spartes, l'usage de ses pouvoirs à sec le faisait crouler sous la peur lorsqu'il réalisait qu'il avait tué quelqu'un.